# AT-X
AT-X (яп. アニメシアターX анимэ сиата: эккусу, сокр. от англ. Anime Theater X) — платная японская телевизионная сеть, специализирующаяся на показе аниме, принадлежащая AT-X, Inc. (яп. 株式会社エー・ティー・エックス). AT-X, Inc. было основано 26 июня 2000 года как подразделение TV Tokyo Medianet, дочерней компании TV Tokyo. Штаб-квартира находится в токийском районе Минато.
Среди продукции телеканала встречается множество аниме жанра этти, то есть содержащие эротические сцены.